# Okruch
Okruch – w geologii oznacza ostrokrawędzisty (najczęściej) fragment minerału lub skały.